# کرتیه دو روا
کرتیه دو روا (به فرانسوی: Quartier du Roi) یک منطقهٔ مسکونی فرانسه است که در سن بارتلمی  در کارائیب واقع شده‌است. این منطقه در شمال غربی جزیره واقع شده است.